# الاقروض (لحج)
الاقروض هي إحدى قرى الجمهورية اليمنية. وهي تتبع جغرافيًا لمحافظة لحج. وإداريًا لمديرية القبيطة. يبلغ تعداد سكانها 3166 نسمة حسب الإحصاء الذي جرى عام 2004.